# 纳沃 (萨瓦省)
纳沃（法語：Nâves，法語發音：[nav]）是法国萨瓦省的一个旧市镇。1972年，纳沃与临近的5个市镇合并为市镇拉莱谢尔。

## 地理
纳沃（45°33'5.8"N, 6°30'14.0"E）面积32.69 平方千米，位于法国奥弗涅-罗讷-阿尔卑斯大区萨瓦省，该省份为法国东部省份，历史上为薩伏依的一部分，北起上萨瓦省，西接伊泽尔省和安省，南部和东部与上阿尔卑斯省和意大利接壤。
纳沃的时区为UTC+01:00、UTC+02:00（夏令时）。

## 行政
纳沃的邮政编码为73260，INSEE市镇编码为73185。

## 人口
纳沃于2018年1月1日时的人口数量为112人。